# تبخر ضوئي

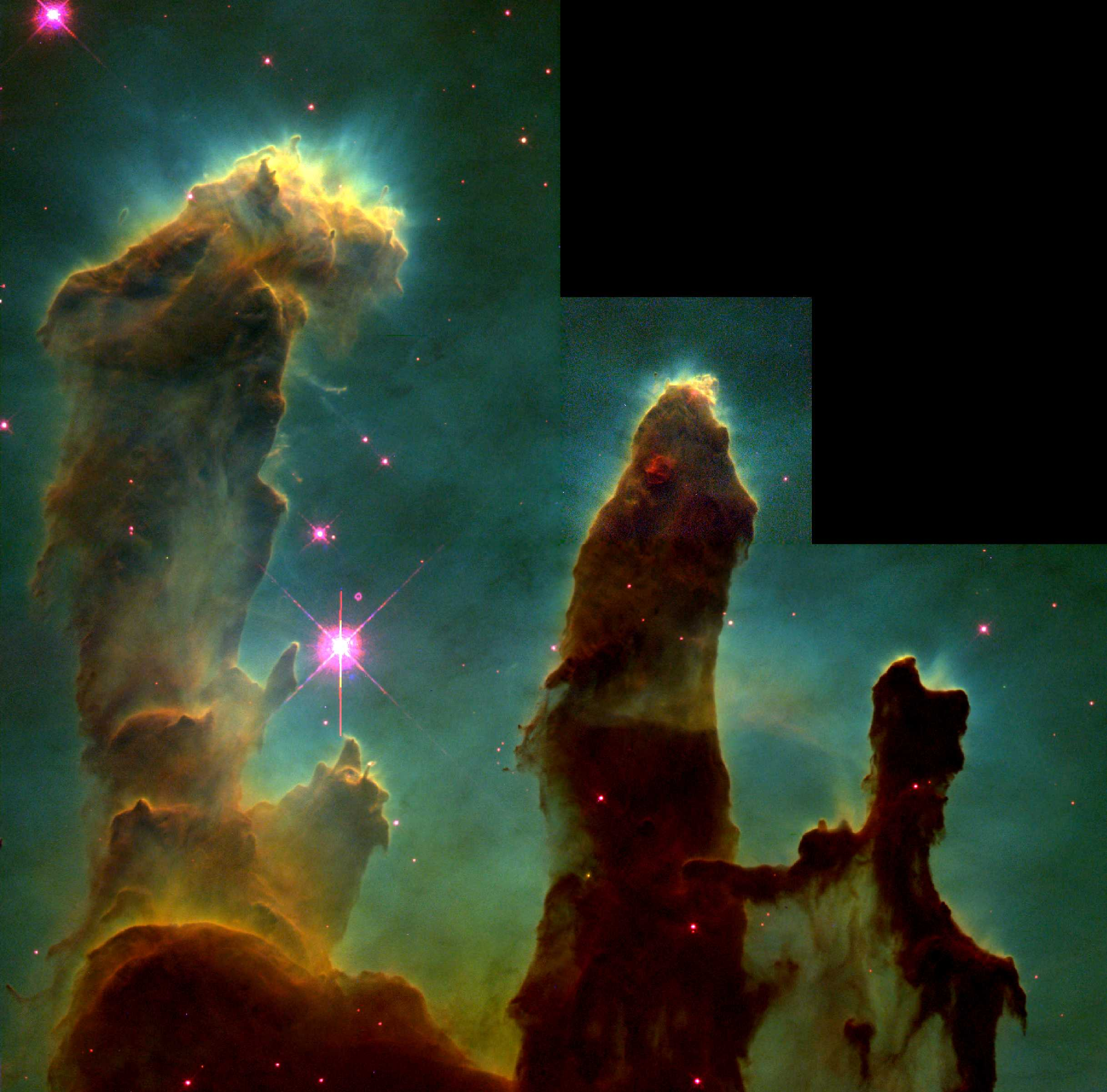
أعمدة سديم النسر يجري تبخيرها ضوئيا

التبخر الضوئي هي العملية التي تقوم فيها الإشعاعات عالية الطاقة بتأين الغاز ومن ثم يتشتت بعيداً عن المصدر المؤين. وفي سياق الفيزياء الفلكية هذة العملية تشير عادة إلى العملية التي تقوم فيها الأشعة فوق البنفسجية من النجوم الساخنة بتجريد مواد السحب : مثل الغيوم الجزيئية، وأقراص الكواكب الأولية، أو الغلاف الجوي الكوكبي.
تستنزف الأقراص الكوكبية كتلتها على فترات زمنية قصيرة من خلال تراكم لزج، مما يزيل كل من الغاز والمواد الصلبة، وبفعل التبخر الضوئي الذي يزيل أساسا الغاز.وقد يسهل التبخر الضوئي من عملية تشكل الكواكب المصغرة عن طريق خفض نسبة كتلة الغاز والغبار في الأقراص الكوكبية.

## السحب الجزيئية
واحدة من الظواهر الأكثر وضوحا للتبخر الضوئي الفلكي تشاهد في تآكل هياكل السحب الجزيئية عندما تولد نجوم ساطعة داخلها. حيث يظهر بوضوح أن هناك صلة بين الإشعاع المنبعث من النجوم الضخمة القريبة وهيئة الأعمدة ذاتها.

## أقراص كوكبيّة أوّليّة
من الممكن أن تتبدّد الأقراص الكوكبيّة الأوّليّة عن طريق الرياح النجميّة، وارتفاع الحرارة الناتجة عن الإشعاع الكهرومغناطيسي الحاصل. يتفاعل الإشعاع مع المادّة ويسرّع من حركتها إلى الخارج. يُلاحظ هذا التأثير فقط عندما تكون هناك قوّة إشعاعيّة كافية كتلك الآتية من النجوم القريبة من نوع O و B أو عندما يبدأ النجم الأوّلي المركزي في الاندماج النووي.
يتألّف القرص من الغاز والغبار. ويتأثّر الغاز -الذي يتكوّن في معظمه من عناصر خفيفة مثل الهيدروجين والهيليوم- بشكل أساسيّ بالتأثير المذكور أعلاه، وهو الأمر الذي يؤدّي إلى زيادة نسبة الغبار إلى الغاز في تكوين القرص.
يحرّضُ الإشعاعُ الصادر عن النجم المركزيّ الجزيئات في القرص الآخذ بالتزايد في الحجم accretion disk. ويؤدّي تعرّض القرص لها الإشعاع إلى خلق مدىً للثبات ويعرف باسم نصف قطر التجاذب {\displaystyle r_{g}}. يمكن أن تثار الجسيمات المتوضّعة على بعد أكبر من نصف قطر التجاذب بشكلٍ كافٍ لتصبح قادرة على الإفلات من جاذبيّة القرص وتتبخّر. تنخفض بعد 106 – 107 عامًا عند نصف قطر التجاذب {\displaystyle r_{g}} معدّلات التراكم إلى ما دون معدّلات التبخّر الضوئي. ثم تفتح فجوة عند نصف قطر التجاذب تقريباً ويتمّ ابتلاع القرص الداخلي إلى داخل النجم المركزي، أو يمتدّ حتى نصف قطر التجاذب {\displaystyle r_{g}} ويتبخر. ينتج ثقب داخلي يمتد حتّى بعد نصف قطر التجاذب {\displaystyle r_{g}}. يزول القرص الخارجي بسرعة كبيرة جدّاً بمجرّد تشكّل الثقب الداخلي.
معادلة نصف قطر التجاذب للقرص هي
{\displaystyle r_{g}={\frac {\left(\gamma -1\right)}{2\gamma }}{\frac {GM\mu }{k_{B}T}}\approx 2.15{\frac {\left(M/M_{\odot }\right)}{\left(T/10^{4}\ {\rm {K}}\right)}}\ {\rm {AU}},\!}
حيث {\displaystyle \gamma } يمثّل نسبة الحرارات النوعيّة (وتساوي إلى 5/3 في الغازات أحاديّة الذرّة)، و {\displaystyle G} يمثّل ثابت الجاذبيّة العامّ، و {\displaystyle M_{\odot }} هي كتلة النجم المركزيّ، بينما {\displaystyle \mu } هي كتلة الشمس، و {\displaystyle k_{B}} هو ثابت بولتزمان، و {\displaystyle T} هي درجة حرارة الغاز و AU هو رمز الوحدة الفلكيّة.
يُعتقد بسبب هذا التأثير، أنّ وجود النجوم الضخمة في منطقة تشكّل النجوم له تأثير كبير على تكوين الكوكب بدءاً من القرص المحيط بالجسم النجميّ الفتيّ، على الرغم من أنّه لم يتضّح بعد في ما إذا كان هذا التأثير يبطئ من تكوين الكواكب أو يسرّع منه.